# (100346) 1995 SA68
(100346) 1995 SA68 es un asteroide perteneciente al cinturón de asteroides, descubierto el 18 de septiembre de 1995 por el equipo del Spacewatch desde el Observatorio Nacional de Kitt Peak, Arizona, Estados Unidos.

## Designación y nombre
Designado provisionalmente como 1995 SA68.

## Características orbitales
1995 SA68 está situado a una distancia media del Sol de 2,719 ua, pudiendo alejarse hasta 3,120 ua y acercarse hasta 2,317 ua. Su excentricidad es 0,147 y la inclinación orbital 27,09 grados. Emplea 1637 días en completar una órbita alrededor del Sol.

## Características físicas
La magnitud absoluta de 1995 SA68 es 15,4. Tiene 3,187 km de diámetro y su albedo se estima en 0,145.